# 篦

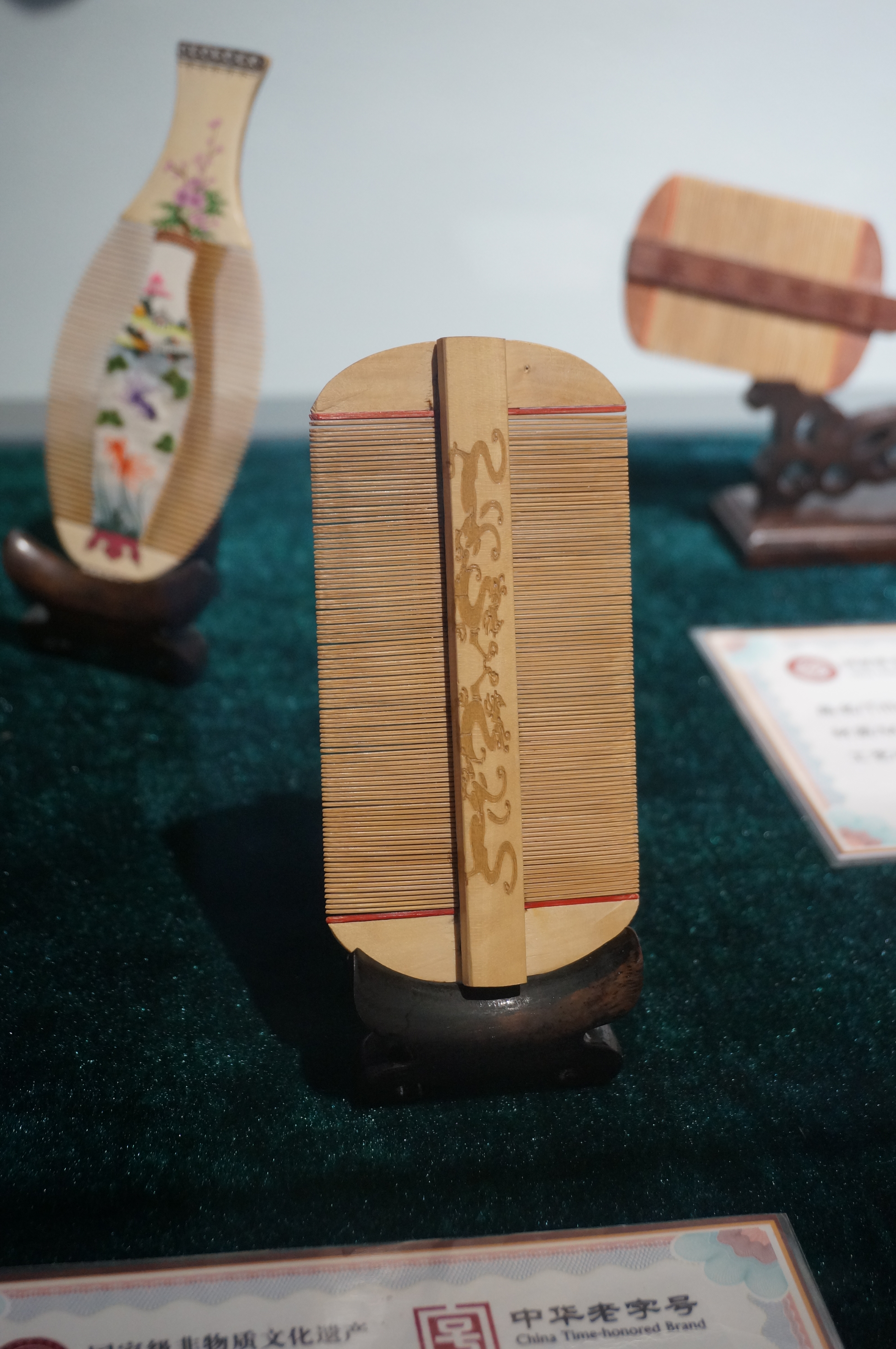
常州梳篦厂所产黄杨篦

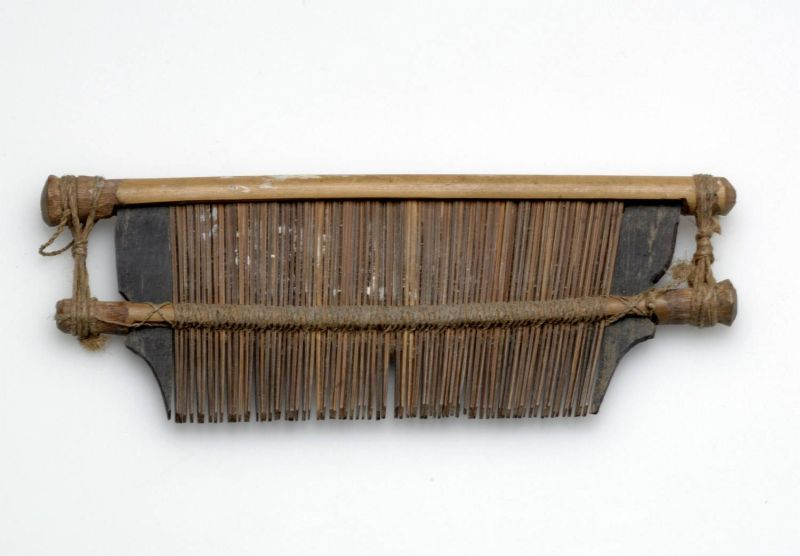
印尼的篦

篦，即密齒梳或細齒梳，亦稱為篦櫛、篦節、篦子、編笄，是一種用來清除頭皮屑和髮垢的工具，或插在頭髮上作髮飾。
篦有密齒，古代的篦多以竹、木、骨、金屬等製造，中國常州篦是著名的傳統手工藝品，現代則有塑膠製的篦。
明代對理髮師傅的稱呼為「篦頭師傅」，女性有時會把篦當作髮飾插於髮髻上，鈿頭雲篦就是以金銀珠寶裝飾的雲紋篦櫛（參見白居易的琵琶行并序）。日本女性穿著和服時也會以篦配襯傳統髮型。

## 傳說
相傳制篦的祖師爺是陳七子，春秋時期人，本為吏，因罪入獄。在獄中，陳七子頭上生了蝨子。有一次，陳七子被獄卒用竹板打後，竹板裂開成一條條。陳七子將竹板紮緊，用來清除頭上的髮垢和蝨子，遂形成最初的篦。又相傳陳七子是七十三歲死的，由於俗語說「七十三，鬼來纏」，所以梳篦業都稱篦箕為七十二道工序。

## 俗語
賊過如梳，兵過如篦，官過如剃